# Öko-Tex Standard 100
Öko-Tex Standard 100 je mezinárodní testovací a certifikační systém pro textilie, vyráběné pouze ze zdravotně nezávadných materiálů. Byl vyvinut v roce 1992.

## Odpovědnost

Logo

Testování provádí 17 zkušebních ústavů, tvořících mezinárodní Öko-Tex asociaci, která má pobočky ve více než 40 zemích po celém světě. Kritéria katalogu, který je základem pro testy škodlivých látek, jsou založena na nejnovějších vědeckých poznatcích a jsou průběžně aktualizována. Zkušební kritéria a příslušné zkušební metody jsou standardizované na mezinárodní úrovni. Zkušební vzorky jsou testovány nezávislými institucemi Öko-Tex na pH hodnotu, obsah formaldehydu, přítomnost pesticidů, extraktu, obsahu těžkých kovů, chlorované organické nosiče a konzervační látky, jako je pentachlorfenol a tetrachlorophenol. Testuje se také přítomnost alergizujících a potenciálně karcinogenních barviv.

## Produktové třídy
Náklady na testy závisí na tom, do které ze čtyř Öko-Tex tříd výrobek spadá: 
I = oděvy pro děti (do věku tří let)
II = oděvy přicházející přímo do styku s pokožkou (halenky, košile, spodní prádlo)
III = oděvy nepřicházející přímo do styku s pokožkou (kabáty)
IV = ostatní textilní výrobky (závěsy, textilní podlahové krytiny, matrace)

## Certifikace
Pokud jsou všechny komponenty textilu v souladu s požadavky Öko-Tex katalogu, textilní výrobce obdrží certifikaci a je oprávněn používat Öko-Tex štítek pro označení výrobků v obchodech. Certifikát je vydán na dobu jednoho roku a lze ho prodloužit po opětovném úspěšném testování.

## Öko-Tex Standard 1000
Öko-Tex Standard 1000 je certifikace pro společnosti, které vyžadují mimo jiné i splnění stanovených kritérií pro vyloučení nebo omezení používání nebezpečných látek při výrobě.